# Yves Crène
Yves Crène est un militaire français. 
Général d'armée, il est le chef d'état-major de l'armée de terre du 20 janvier 1999 au 30 août 2002. 

## Biographie
Yves Crène effectue sa formation militaire à l'École spéciale militaire de Saint-Cyr, dans la promotion centenaire de Camerone (1962-1964). Il effectue sa carrière dans l'artillerie et est nommé général de corps d'armée le 19 juillet 1994. 
Le 20 janvier 1999, à 57 ans, il est promu au grade de général d'armée et nommé chef d'état-major de l'armée de terre,,. Il a géré le passage à l'armée de métier. 
Le 13 juin 2002, il est nommé Grand officier de la Légion d'honneur. 